# SSAA
SSAA är en akronym som i körsammanhang står för sopran − sopran − alt − alt och syftar på de fyra stämmorna förstasopran (S1), andrasopran (S2), första-alt (A1) och andra-alt (A2). SSAA syftar dels på en kör med två sopranstämmor och två altstämmor, exempelvis en damkör, flickkör eller barnkör, dels på musik komponerad för körer med denna stämbesättning.